# Fabio Negri
Pour les articles homonymes, voir Negri.
Fabio Negri (né le 6 décembre 1982 à Lecco) est un coureur cycliste italien.

## Palmarès
- 2004
  - 2e de la Coppa Colli Briantei Internazionale
  - 3e du Gran Premio Industria del Cuoio e delle Pelli
- 2005
  - 3e du Gran Premio Industria del Cuoio e delle Pelli
- 2007
  - Trofeo Francesco Luppino
  - 2e du championnat d'Italie élites sans contrat
  - 2e du Tour de Lombardie amateurs
- 2008
  - Parme-La Spezia
  - 2e de Florence-Viareggio
  - 3e du Trophée MP Filtri

## Classements mondiaux
| Année           | 2006   | 2007 | 2008   |
| --------------- | ------ | ---- | ------ |
| UCI Europe Tour | 1 248e | 448e | 1 217e |